# Loretto (Tennessee)
Pour les articles homonymes, voir Loretto.
Loretto est une municipalité américaine située dans le comté de Lawrence au Tennessee.
Selon le recensement de 2010, Loretto compte 1 714 habitants. La municipalité s'étend sur 3,94 milles carrés (10,2 km2).
La localité est fondée dans les années 1870 par une association catholique allemande, sur des terres alors appelées Glenrock. Elle doit son nom à la ville italienne de Lorette ou à sainte Loretta. L'église du sacré cœur de Jésus de Loretto, construite en 1911, est inscrite au Registre national des lieux historiques.